# Мадагаскарский иглохвост
Мадагаскарский иглохвост (лат. Zoonavena grandidieri) — вид птиц из семейства стрижиных. Видовое латинское название дано в честь французского натуралиста Альфреда Грандидье (1836—1921). Выделяют два подвида.

## Распространение
Обитают на Коморских островах, Мадагаскаре и Майотте. Преимущественно лесной вид. Встречаются на особо охраняемых природных территориях, например, в Perinet Special Reserve примерно в 150 км от Антананариву.

## Описание
Длина тела 12 см.

## Биология
Питаются насекомыми. Ищут пищу поодиночке, парами или группами (наблюдали до пятнадцати птиц). Считается, что сезон размножения длится с апреля по январь. Миграций не совершают.

## Охранный статус
МСОП присвоил виду охранный статус LC.